# Pozzo di Ruggero

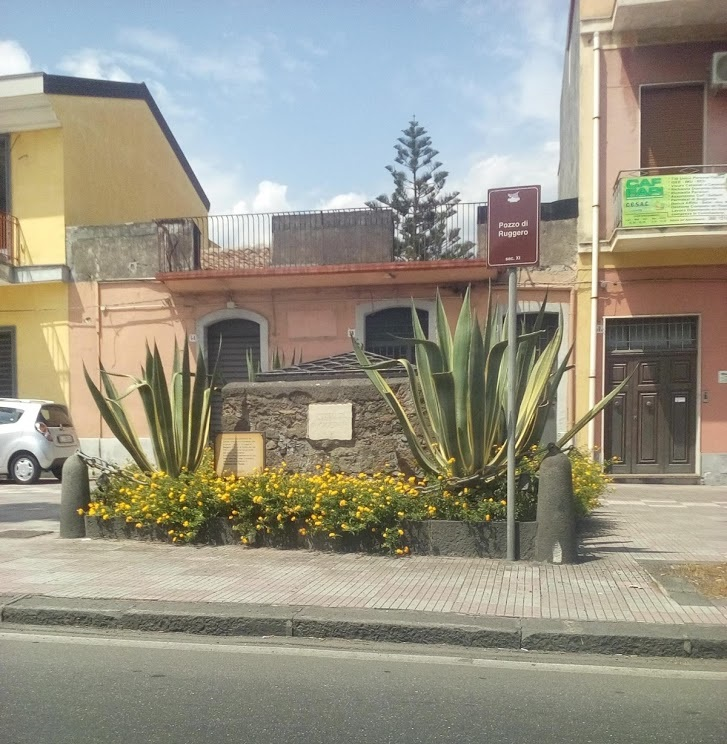
Il Pozzo

Il pozzo di Ruggero è un pozzo quadrato di origini normanne, circondato da catene, che si trova a Giarre, nella frazione di Santa Maria la Strada, lungo la Strada statale 114 Orientale Sicula. Si trova davanti al santuario di Santa Maria la Strada.

## Tradizione
La tradizione narra che il Ruggero I di Sicilia, mentre andava contro un esercito saraceno, invocò l'aiuto della Madonna e fece voto, in caso di vittoria di erigere un Santuario ed un pozzo. Ottenuta la vittoria (o la fuga dei nemici, secondo altre versioni), il conte mantenne il voto ed edificò sia il Santuario che una cisterna. Da allora il pozzo è stato chiamato "di Ruggero" ed il Santuario è stato meta di pellegrinaggi sino ai nostri giorni. Di questa bella leggenda non vi è alcuna conferma storica ed è possibile che la tradizione sia da collegarsi alla intensa attività di riconversione al cristianesimo avvenuta nel primo periodo normanno in Sicilia (XI secolo). Sul pozzo, che si trova proprio di fronte al santuario, vi è una lapide di marmo a ricordo del gran conte normanno.
Un'altra tradizione dice che nel 1060 alle truppe di Ruggero I, tormentate dalla sete, apparve la Madonna che disse loro di scavare in quel punto, per potersi dissetare. I Normanni gridarono al miracolo, e di fronte al pozzo fu eretta una chiesa per ricordare il prodigio